# Daniel Mizonzo
Daniel Mizonzo (Nzaou-Mouyondzi, 29 settembre 1953) è un vescovo cattolico della Repubblica del Congo, dal 16 ottobre 2001 vescovo di Nkayi.

## Biografia
Daniel Mizonzo è nato a Nzaou-Mouyondzi il 29 settembre 1953.

### Formazione e ministero sacerdotale
Ha compiuti gli studi primari a Mouyondzi dal 1959 al 1967. Ha proseguito gli studi nel seminario minore di Loango dal 1967 al 1971 e nel seminario minore "San Giovanni" di Brazzaville dal 1971 al 1974. Ha compiuto gli studi di filosofia e teologia nel seminario maggiore "Card. Emile Biayenda" di Brazzaville dal 1974 al 1981.
Il 12 luglio 1981 è stato ordinato presbitero per la diocesi di Nkayi. In seguito è stato rettore del seminario minore di Loango dal 1981 al 1983; vicario parrocchiale di Mouyondzi dal 1983 al 1985; parroco  di Mouyondzi dal 1983 al 1987 e professore di filosofia nel seminario maggiore di Brazzaville dal 1987 al 1993. Si è poi trasferito in Francia per studiare filologia francese e filosofia all'Università di Parigi-Sorbona. Nel marzo del 2001 è ritornato in patria.

### Ministero episcopale
Il 16 ottobre 2001 papa Giovanni Paolo II lo ha nominato vescovo di Nkayi. Ha ricevuto l'ordinazione episcopale il 6 gennaio successivo nella basilica di San Pietro in Vaticano dallo stesso pontefice, co-consacranti gli arcivescovi Leonardo Sandri, sostituto per gli affari generali della Segreteria di Stato, e Robert Sarah, segretario della Congregazione per l'evangelizzazione dei popoli. Ha preso possesso della diocesi il 3 febbraio successivo con una cerimonia nella cattedrale di San Luigi.
Nell'ottobre del 2007 e nel maggio del 2015 ha compiuto la visita ad limina.
Dal 25 aprile 2015 al 1º maggio 2022 è stato presidente della Conferenza episcopale del Congo.

## Genealogia episcopale
La genealogia episcopale è:
- Cardinale Scipione Rebiba
- Cardinale Giulio Antonio Santori
- Cardinale Girolamo Bernerio, O.P.
- Arcivescovo Galeazzo Sanvitale
- Cardinale Ludovico Ludovisi
- Cardinale Luigi Caetani
- Cardinale Ulderico Carpegna
- Cardinale Paluzzo Paluzzi Altieri degli Albertoni
- Papa Benedetto XIII
- Papa Benedetto XIV
- Papa Clemente XIII
- Cardinale Enrico Benedetto Stuart
- Papa Leone XII
- Cardinale Chiarissimo Falconieri Mellini
- Cardinale Camillo Di Pietro
- Cardinale Mieczysław Halka Ledóchowski
- Cardinale Jan Maurycy Paweł Puzyna de Kosielsko
- Arcivescovo Józef Bilczewski
- Arcivescovo Bolesław Twardowski
- Arcivescovo Eugeniusz Baziak
- Papa Giovanni Paolo II
- Vescovo Daniel Mizonzo